# Sanniriya
Sanniriya (àrab: صنّيريّه, Ṣanniriyya) és una vila palestina de la governació de Qalqilya, a Cisjordània, situada al sud de Qalqilya i a 36 kilòmetres al sud-oest de Nablus. Segons l'Oficina Central Palestina d'Estadístiques tenia 3.461 habitants el 2016.

## Història
Sanniriya va ser fundada en el segle xiv per Issa as-Saniri, un home sant de Síria, que fou enterrat a la vila. Com que la seva tomba és venerada pels habitants locals, se celebren festivitats religioses al poble i l'antiga mesquita va ser construïda al costat de la tomba al segle xiv. Els clans prominents de l'àrea immediata avui (Sheikh, Omar, Ahmad i Younis) són descendents d'as-Saniri. El clan Abu Hadgi emigrà a Sanniriya des de Deir Istiya.
S'hi ha trobat a la vila ceràmica de l'era mameluc, i la mesquita té una cambra sepulcral envoltada i amb una inscripció aràbiga del 876 AH (1460 C.E.).

### Època otomana
En 1870 en les acaballes de l'era otomana, l'explorador francès Victor Guérin va visitar la vila, que va trobar situada al cim d'un turó, amb uns 700 habitants. Moltes de les cases semblen de construcció recent, només algunes cisternes semblen antigues. En el punt més alt del turó hi ha una petita mesquita.
En 1882 el Survey of Western Palestine (SWP) del Fons per a l'Exploració de Palestina va descriure la vila (anomenada "Senirieh") com una "petits vila de pedra, en una cresta, envoltada d'oliveres, subministrada per cisternes."

### Mandat Britànic
Segons el cens organitzat en 1922 per les autoritats del Mandat Britànic Sanniriya (anomenada "Sainiriyeh") tenia 529 musulmans, incrementats en el cens de Palestina de 1931 (incloent Khirbat Azztun) a 722 musulmans que ocupaven 165 cases.
En 1945 la població de Sanniriya era de 990 musulmans, mentre que l'àrea total de terra era de 12,685 dúnams, segons un cens oficial de terra i població. D'aquests, 2.895 eren plantacions i terres de regadiu, 4.432 per a cereals, mentre 45 dúnams eren sòl urbanitzat.

### Després de 1948
Després de la de la Guerra araboisraeliana de 1948, i després dels acords d'Armistici de 1949, Sanniriya va restar en mans de Jordània. Els clans Ahmad i Omar van començar a treballar els camps a l'oest del poble on la terra era apta per a l'agricultura en la dècada de 1930. Tanmateix en els anys cinquanta, per evitar els continus viatges de llarga distància, els clans d'Ahmad i Omar van establir els pobles d'Azzun Atma i Beit Amin, respectivament. A causa de la migració dels dos clans, Younis i Sheikh es van convertir en les famílies dominants de Sanniriya. Inicialment, a principis de la dominació jordana a la dècada de 1950, l'aigua per a ús domèstic s'obtenia del proper Wadi al-Qana proper. Després de rebre fons dels residents que viuen als estats del Golf Pèrsic, l'economia del poble va millorar substancialment amb l'impuls a la producció agrícola, el que va conduir a l'exportació de taronges i altres productes als Estats del Golf. L'augment dels ingressos al poble permetia als habitants excavar el primer pou públic a Sanniriya el 1964.
Després de la Guerra dels Sis Dies el 1967, ha estat sota ocupació israeliana. Però en 1969 nombrosos residents participaren en una batalla contra forces israelianes a la vall del Jordà. Entre la dècada del 1970 i el 2000 s'hi van construir a les seves terres els assentaments israelians d'Etz Efraim i Elkana, considerats prèviament com a part de l'àrea de Sanniriya, i que havien estat comprats privadament dècades abans pels jueus. Avui aquests assentaments estan separats de Sanniriya pel Mur de Cisjordània, construït després de la Segona Intifada.
Durant la Primera Intifada que va començar el 1987, alguns residents van ser empresonats per participar en l'aixecament i es van enderrocar dos habitatges.